# Junior Marvin

Donald Hanson Marvin Kerr Richards Jr (22 de junho de 1949), mais conhecido como Junior Marvin ou Junior Marvin-Hanson, é um cantor e guitarrista jamaicano. Ele começou sua carreira como Junior Hanson na banda Hanson em 1973. Marvin também foi associado a Gass, Keef Hartley Band, Toots & the Maytals e Steve Winwood.
Em 1977 encontrou-se com Bob Marley e juntos fundaram a The Wailers Band. Após a morte de Marley, Junior seguiu com a banda e gravou os álbuns I.D., Majestic Warriors, Jah Message e My Friends.
Em 1997, tentou carreira solo. Depois fez turnês com a banda Kaliroots e, novamente, com a Wailers.
Em nova carreira solo, gravou o álbum Wailin' for Love, em 2007.

## Biografia
Nascido na Jamaica, Marvin se mudou para Londres quando criança, onde seu amor pela atuação e pela música foi nutrido. Ele apareceu no filme dos Beatles, "Help!", que foi seguido por várias outras aparições na televisão. Enquanto isso, Marvin serviu seu aprendizado musical na América tocando com artistas como o lendário bluesman T-Bone Walker e Ike & Tina Turner. De volta à Inglaterra, ele tocou com bandas como Herbie Goins & The Nighttimers, Blue Ace Unit e White Rabbit.
Em 1973, Marvin formou a banda Hanson e gravou dois álbuns. Marvin conheceu Bob Marley em 14 de fevereiro de 1977 e juntou-se a Bob Marley and The Wailers. Após a morte de Bob Marley em 1981, Marvin, juntamente com os demais membros do Wailers, formaram a The Wailers Band e lançaram os álbuns ID, Majestic Warriors, JAH Message e Live 95-97 My Friends. Em 1997, Marvin deixou o The Wailers Band e se mudou para o Brasil, onde formou um grupo de vida curta chamado Batuka. Após sua saída do Brasil, Marvin trabalhou como músico de estúdio para Kaliroots e The Wailers Band. Em 2007, Marvin gravou um álbum solo intitulado Wailin 'For Love. Em 2008, Marvin se formou junto com Al Anderson, The Original Wailers, e excursionou com eles até 2011. Depois de sair do The Original Wailers, Marvin voltou ao trabalho solo. Marvin deixou a banda Wailers em setembro de 2018.